# Ofläckad tobiskung
Ofläckad tobiskung (Hyperoplus immaculatus) är en långsmal fiskart i familjen tobisfiskar som mycket påminner om kungstobisen, men saknar dennas svarta fläckar på nosen.

## Utseende
Den ofläckade tobiskungen är alltså mycket lik kungstobisen, med samma långsträckta kropp med lång ryggfena och mun med tydligt underbett. Även analfenan är lång, men varken den eller ryggfenan är sammanvuxen med stjärtfenan. Käkarna är inte tandbeväpnade, men i själva gommen finns två vassa tänder. Längden kan nå upp till 35 cm.

## Vanor
Arten lever på bottnar med grus och snäckskal, De unga fiskarna lever på djurplamkton, men de övergår senare till att övervägande leva av småfisk. Den slår ofta följe med andra arter av tobisfiskar. Arten leker under vintern.

## Utbredning
Den ofläckade tobiskungen lever i nordöstra Atlanten från Brittiska öarna och Engelska kanalen till norra Biscayabukten. I Skandinavien förekommer den vid södra Jylland.